# Pantera blanca

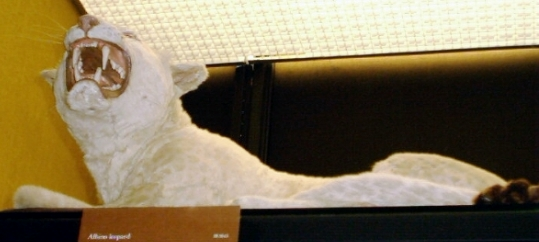
Leopardo albino, Walter Rothschild Zoological Museum.

La pantera blanca es el nombre común para individuos de ciertas especies del género Panthera que pueden presentar eventualmente un pelaje de color blanco. 
El término pantera es usado en Norteamérica para referirse al puma, en Sudamérica sirve para denominar al jaguar y en el resto del mundo se usa para denominar al leopardo. Por lo tanto el término sirve para denominar al puma blanco, al jaguar blanco o al leopardo blanco. Dentro de éstos el más común resulta ser el leopardo, pero aun así es extremadamente raro.
Las panteras blancas pueden ser el resultado de albinismo, leucismo o la mutación chinchilla.